# مملبن
مملبن (به آلمانی: Memleben) یک منطقهٔ مسکونی در آلمان است که در کایزرپفالتس (زاکسونی)-آنهالت واقع شده‌است. مملبن ۷۱۶ نفر جمعیت دارد.